# (19676) Ofeliaguilar
(19676) Ofeliaguilar (1999 RY166) – planetoida z pasa głównego asteroid okrążająca Słońce w ciągu 3,35 lat w średniej odległości 2,24 j.a. Odkryta 9 września 1999 roku.